# 워싱턴 디플로매츠
워싱턴 디플로매츠(Washington Diplomats)는 북미 축구 리그에 소속된 미국의 프로축구단이었다. 워싱턴 D.C를 연고지로 했으며 요한 크라위프와 거스 히딩크가 이곳에서 선수 생활을 하기도 했다.

## 같이 보기
- D.C. 유나이티드

틀:북미 사커 리그 (1968년)